# 萬安圳
萬安圳為一座位於臺灣臺東縣池上鄉的灌溉水圳系統。萬安圳與同位於池上鄉的萬朝圳、池上圳一樣都是池上鄉名產池上米的重要灌溉水源之一，目前萬安圳由台東農田水利會池上工作站進行管理與維護。

## 沿革

### 興建
- 萬安圳最早興建於日治時期的1904年（明治37年），由萬安地區當地漢人族群以及平埔族人引水自萬安溪而建。[2]

### 管理
- 1921（大正10年）後，萬安圳隨當時的新開園圳、大坡圳、水墜圳等水圳均被日本臺灣總督府劃定為公共埤圳，將上述水圳合組「新開園圳公共埤圳組合」統一管理，而「新開園圳公共埤圳組合」則由當時臺東廳直轄。[2]
- 第二次世界大戰戰後，國民政府接收台灣，萬安圳歸關山農田水利會管理。後關山農田水利會再度改制，並拆分為後改為關山水利委員會以及關山水利整理委員會，而萬安圳則隸屬在關山水利整理委員會旗下。[2]
- 1956年，關山水利整理委員會併入台東農田水利會，萬安圳歸由台東農田水利會管轄。[2]
- 1961年以後，台東農田水利會針對萬安圳進行灌溉渠道全面混凝土化工程。[2]
- 2001年台東農田水利會對萬安圳灌溉面積進行統計，總灌溉面積約75甲。[2]

## 設施

### 進水口
萬安圳進水口設至於萬安溪北岸，設有閘門一座，進水量0.2 C.M.S.。

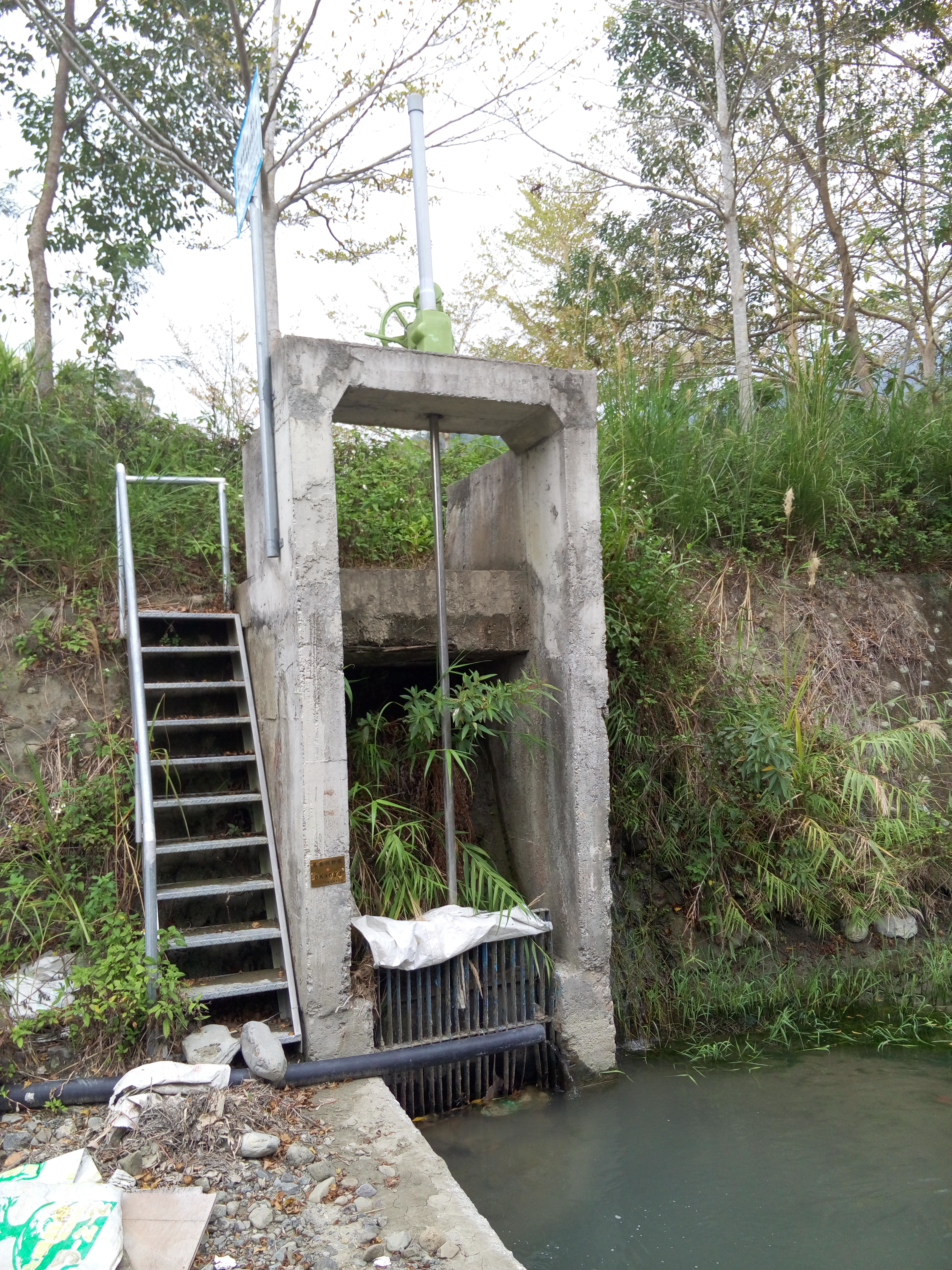
萬安圳進水口
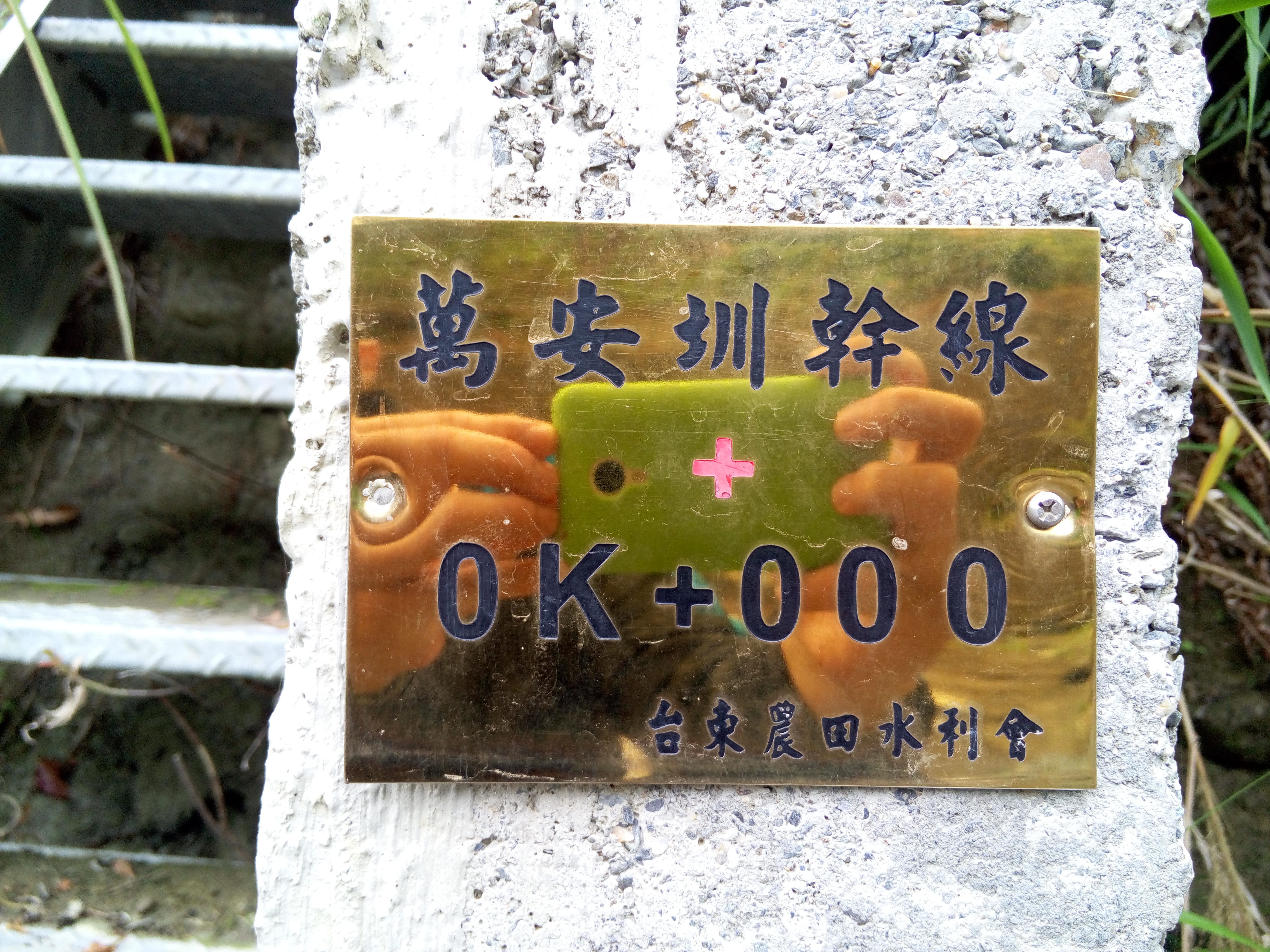
萬安圳進水口里程碑
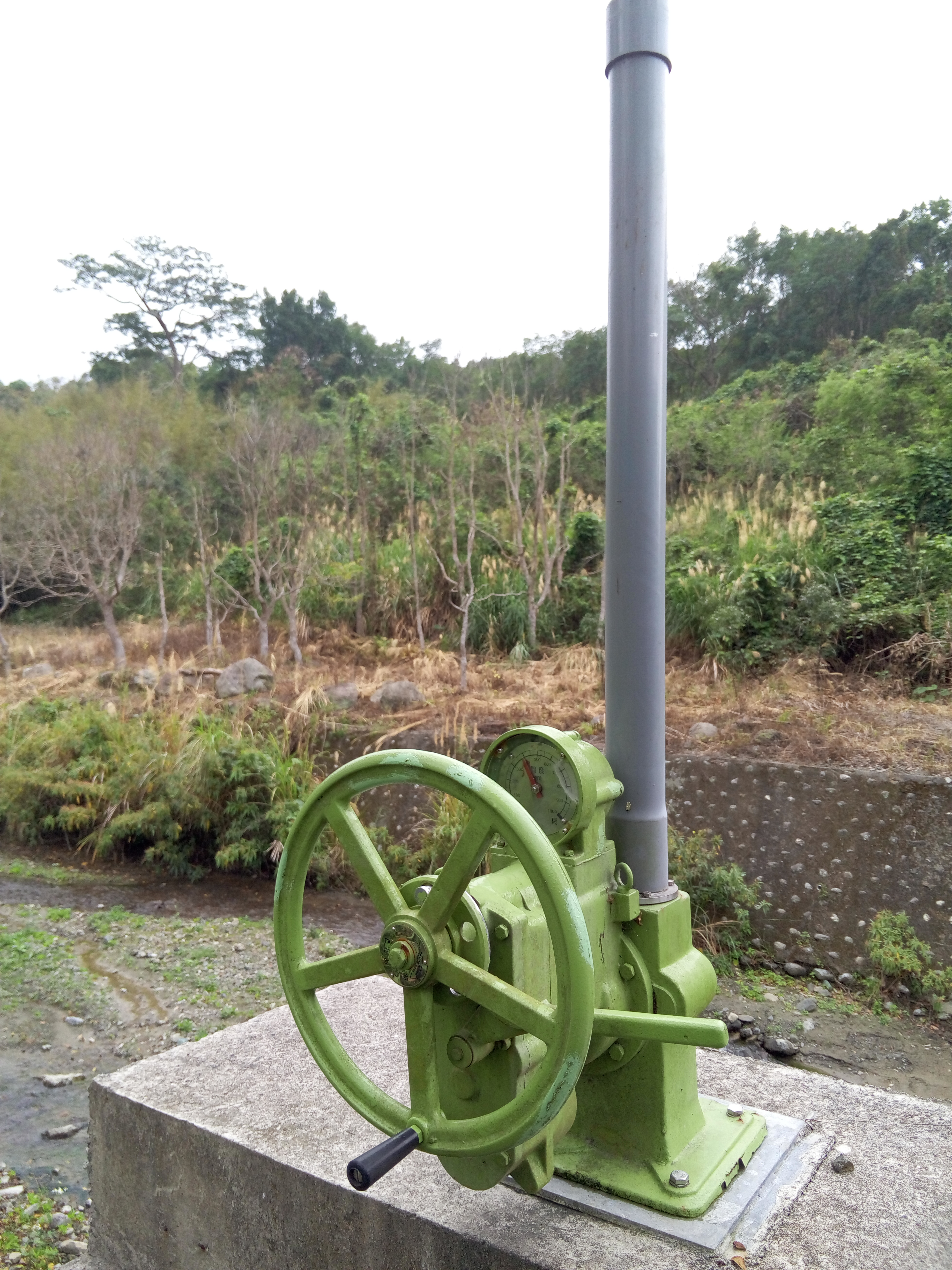
萬安圳進水口控制閥

### 攔河堰
萬安圳進水口前設置有一座以混凝土鋼筋建造的攔河堰以方便進水口取水，攔河堰長30公尺。

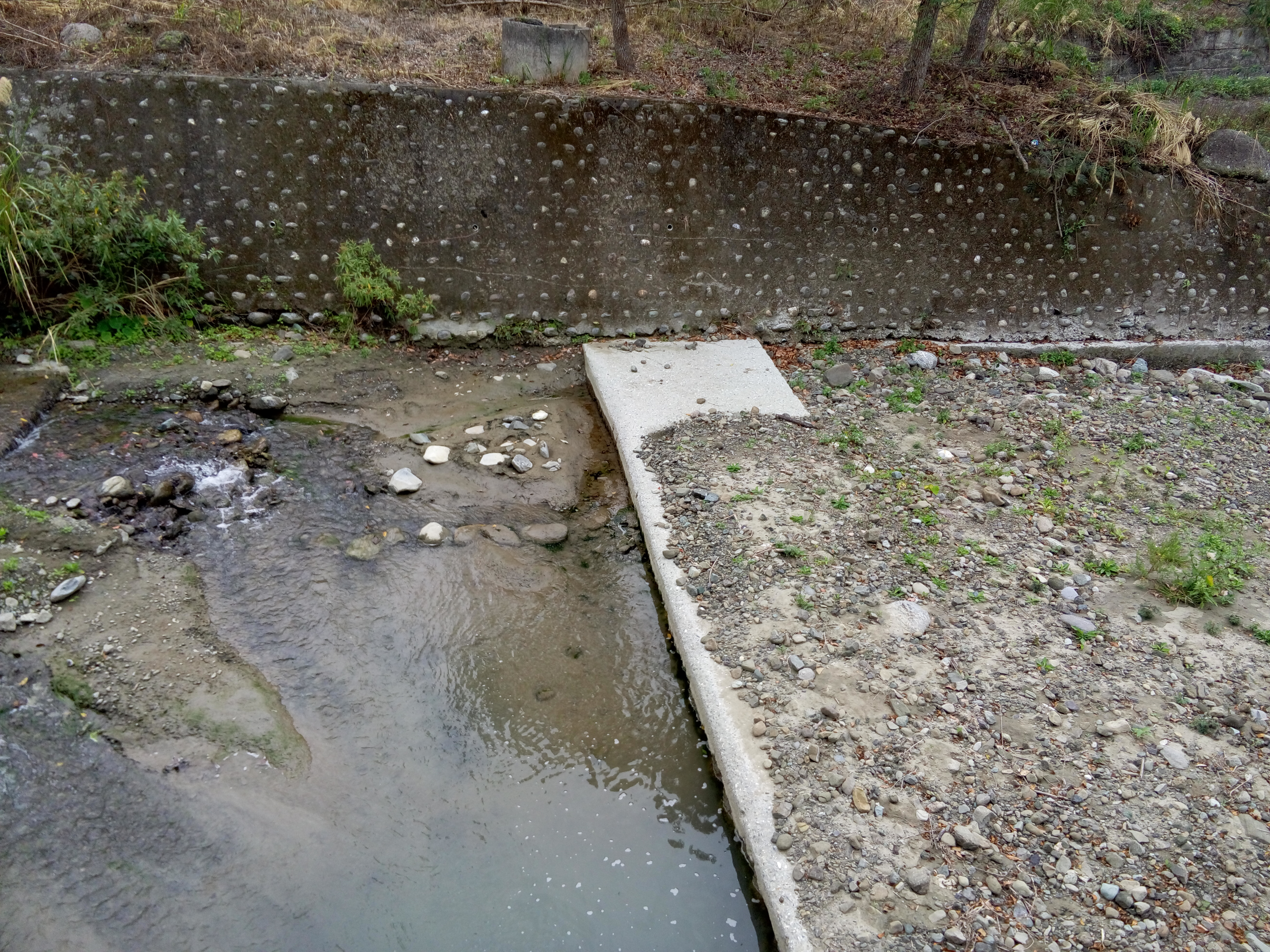
萬安圳進水口攔河堰

### 導水設施
萬安圳共設置有一條主幹線與三條支線，主幹線全長2.48公里，第一支線總長498公尺、第二支線總長88公尺、第三支線總長967公尺，總灌溉面積74.83公頃。

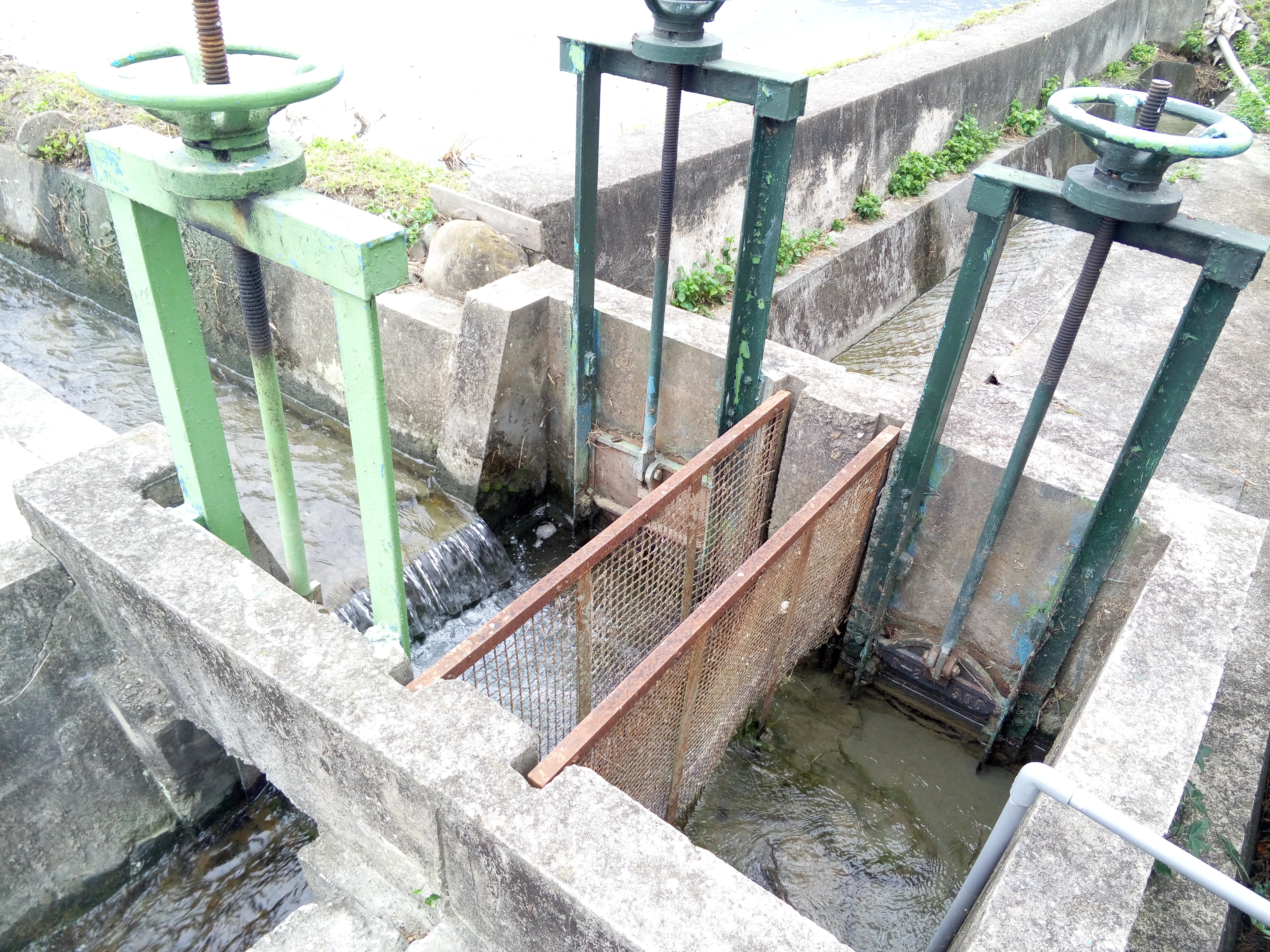
萬安圳幹線上的分水工

## 生態園區
- 萬安圳禾鴨生態池[1]

### 設計理念
萬安圳禾鴨生態池工程以生態池底部及護岸四周填土方式，來改善生態池嚴重滲漏無法蓄水之情況，並於生態池旁運用廢棄電桿及漂流木，設置跨河木橋及親水平台各一座供訪客遊覽且可俯視生態池全貌，另興建木製雙層涼亭可登高遠眺花東縱谷，加上萬安圳禾鴨生態池生態區植栽綠化及植物解說牌之設置，形成一處能融入四周自然景觀及兼顧生態教育和休憩旅遊功能之農田水利設施。

### 工程效益
萬安圳禾鴨生態池透過認養方式永續經營，運用生態工法將原本雜亂荒廢水塘，規劃成符合「三生理念」之禾鴨生態池，並由當地萬安社區「萬安有機產銷班」爭取認養，負責後續管理維護工作，以達永續經營目的。

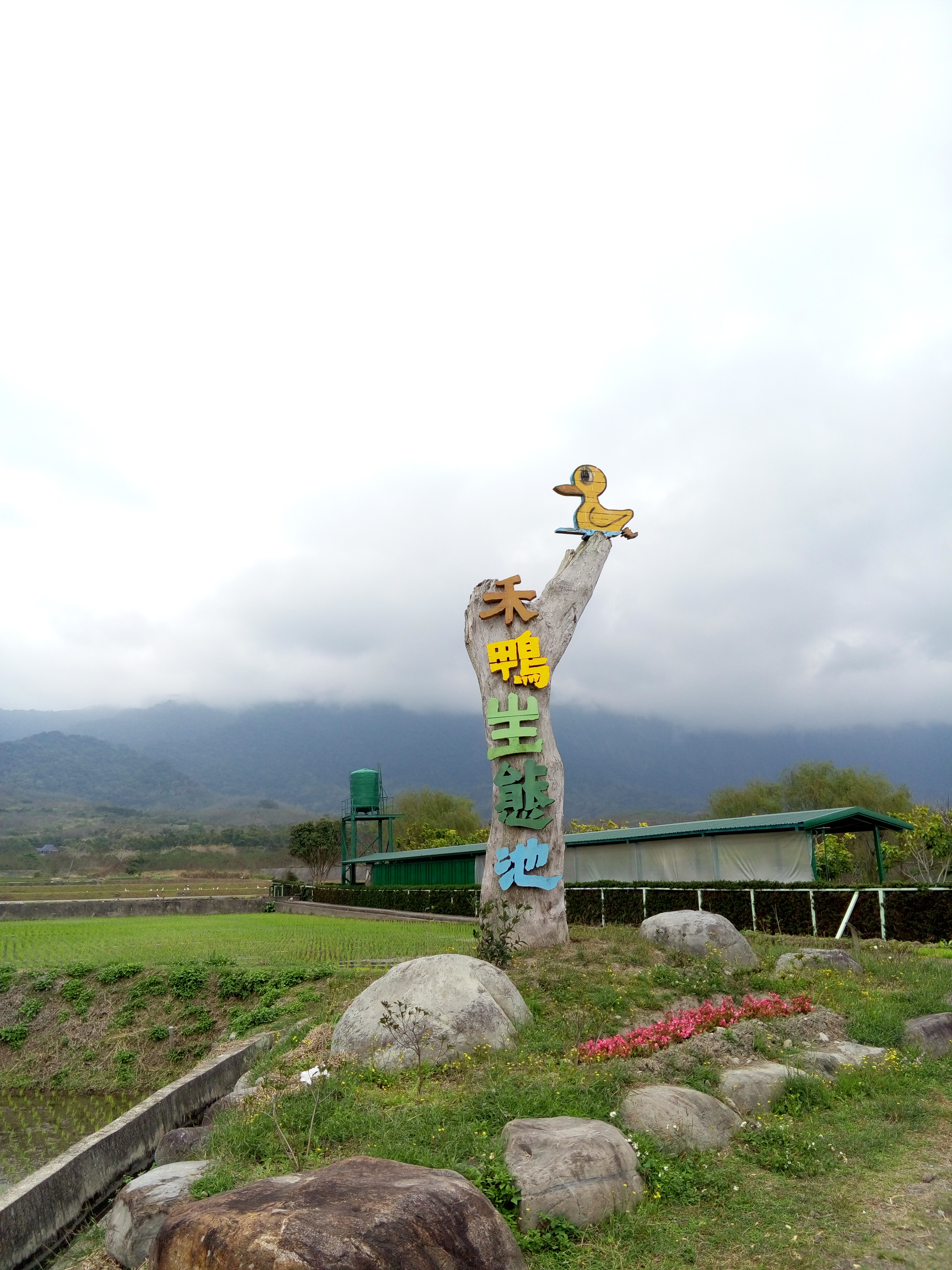
禾鴨生態池入口標誌
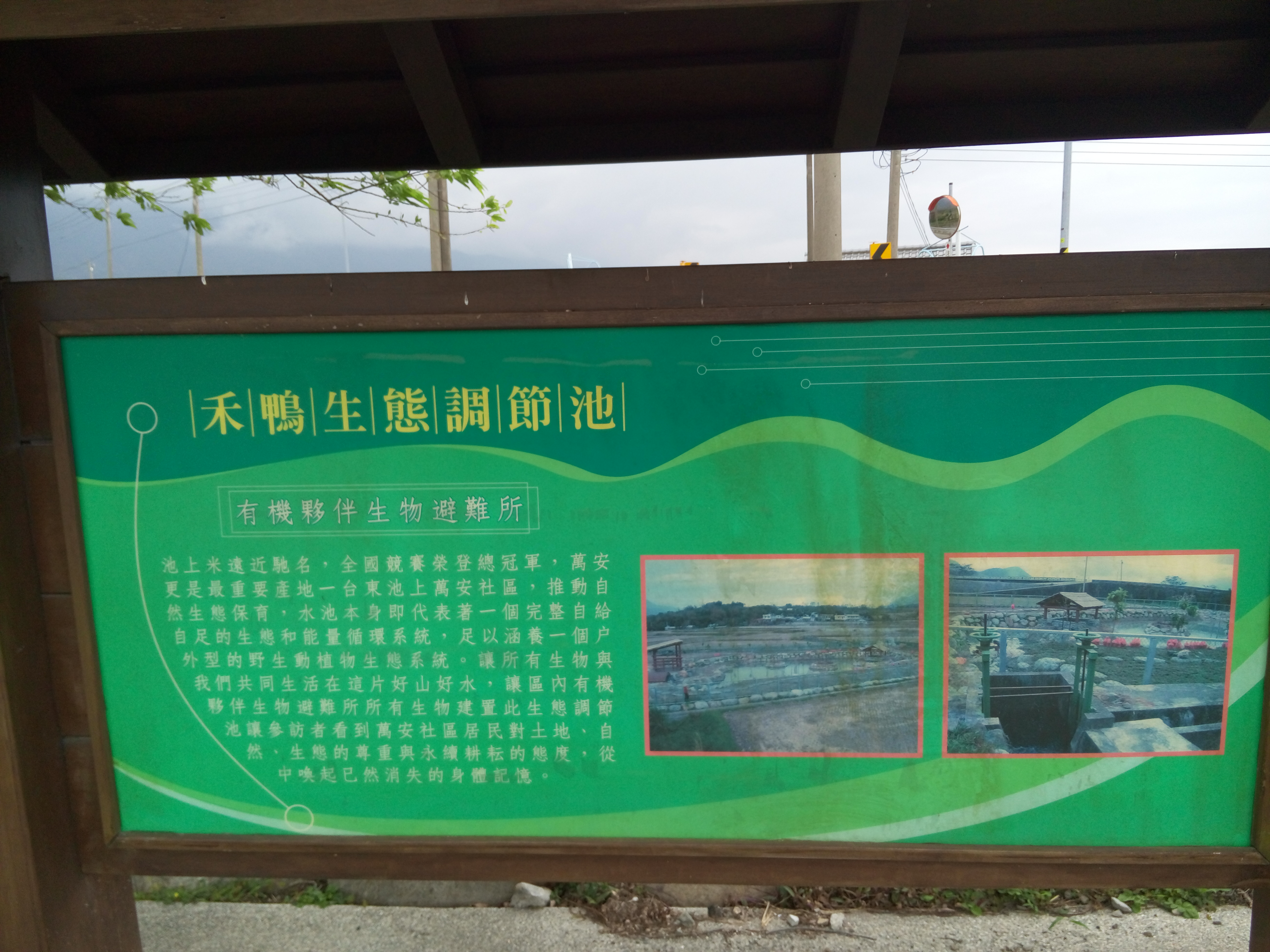
禾鴨生態池解說牌
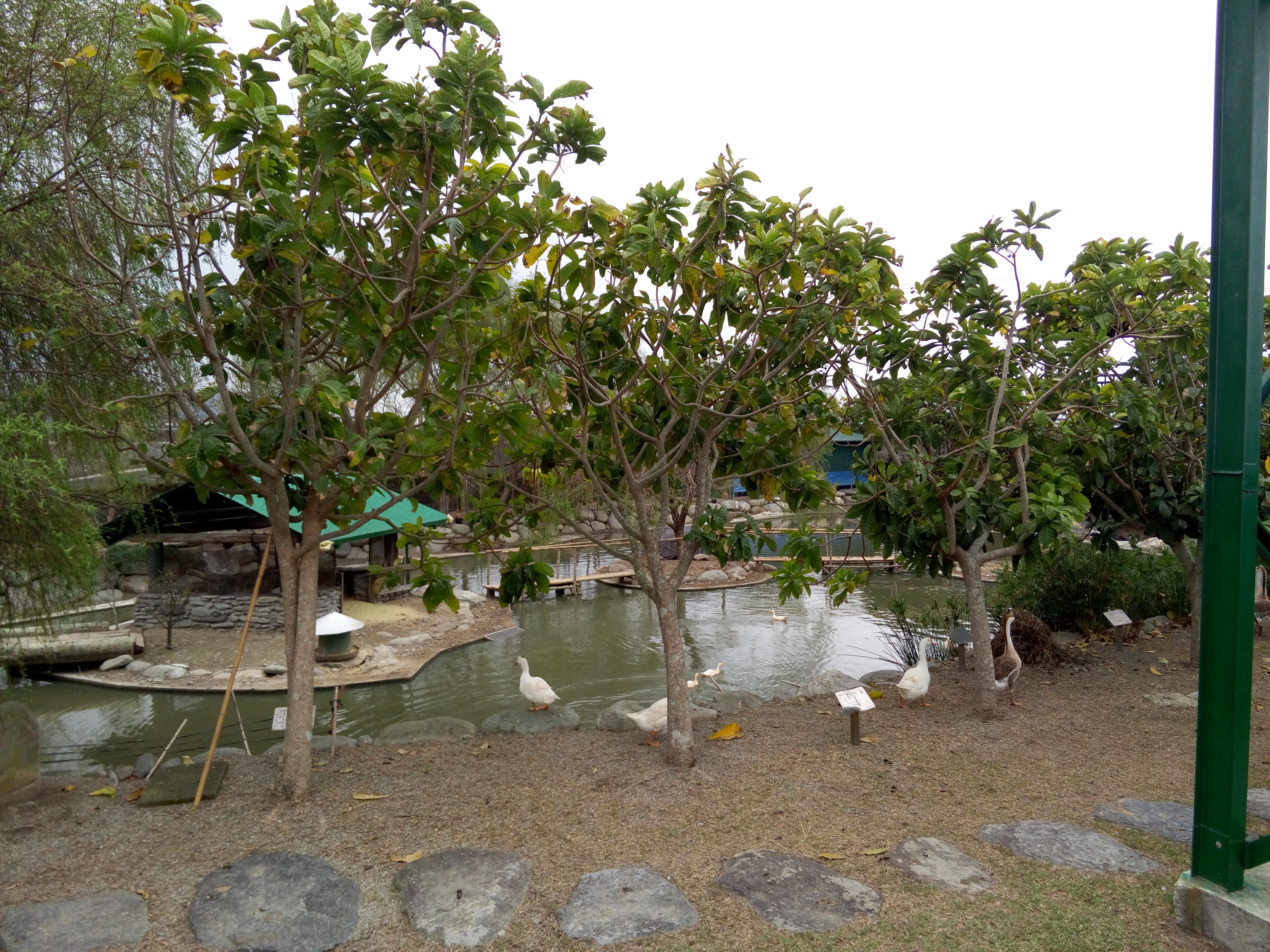
禾鴨生態池內部一景
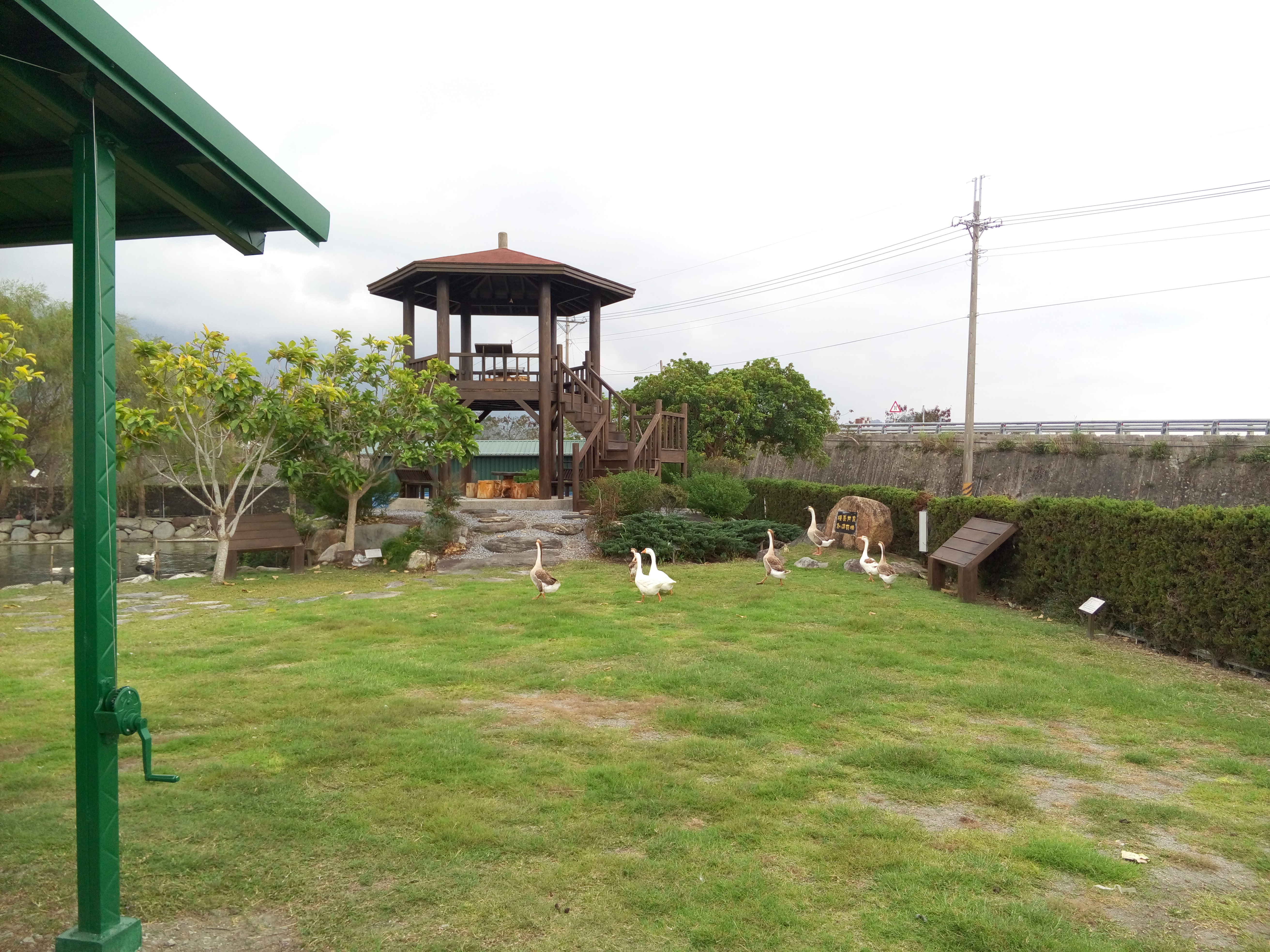
禾鴨生態池內部一景

## 周遭景點
- 伯朗大道
- 池上鄉

## 資料來源
1. 1 2 3 4  .   [2015-02-17]. （原始内容存档于2013-12-17）.
2. 1 2 3 4 5 6  .   [2015-02-17]. （原始内容存档于2015-02-21）.
3. 1 2 3  .   [2015-02-17]. （原始内容存档于2015-02-13）.